# Familia Nuñez
Familia Nuñez är en ort i Mexiko.   Den ligger i kommunen Acapetahua och delstaten Chiapas, i den sydöstra delen av landet, 800 km sydost om huvudstaden Mexico City. Familia Nuñez ligger 14 meter över havet och antalet invånare är 193.
Terrängen runt Familia Nuñez är mycket platt. Runt Familia Nuñez är det ganska tätbefolkat, med 56 invånare per kvadratkilometer. Närmaste större samhälle är Escuintla, 15,5 km öster om Familia Nuñez. Omgivningarna runt Familia Nuñez är en mosaik av jordbruksmark och naturlig växtlighet.